# Rödryggig blomsterpickare
Rödryggig blomsterpickare (Dicaeum cruentatum) är en asiatisk fågel i familjen blomsterpickare. Den har en vid utbredning från Indien till Indonesien. IUCN kategoriserar den som livskraftig.

## Kännetecken

### Utseende
Rödryggig blomsterpickare är en mycket liten (9 cm) blomsterpickare med tunn, svart näbb. Hanen är blåsvart på ansikte, vingar och stjärt, scharlakansröd från panna till övre stjärttäckare. Underisdan är gräddvit med grå flanker. Honan är enfärgat olivgrön, undertill gräddvit, med scharlakansrött på övergump och stjärten svart.

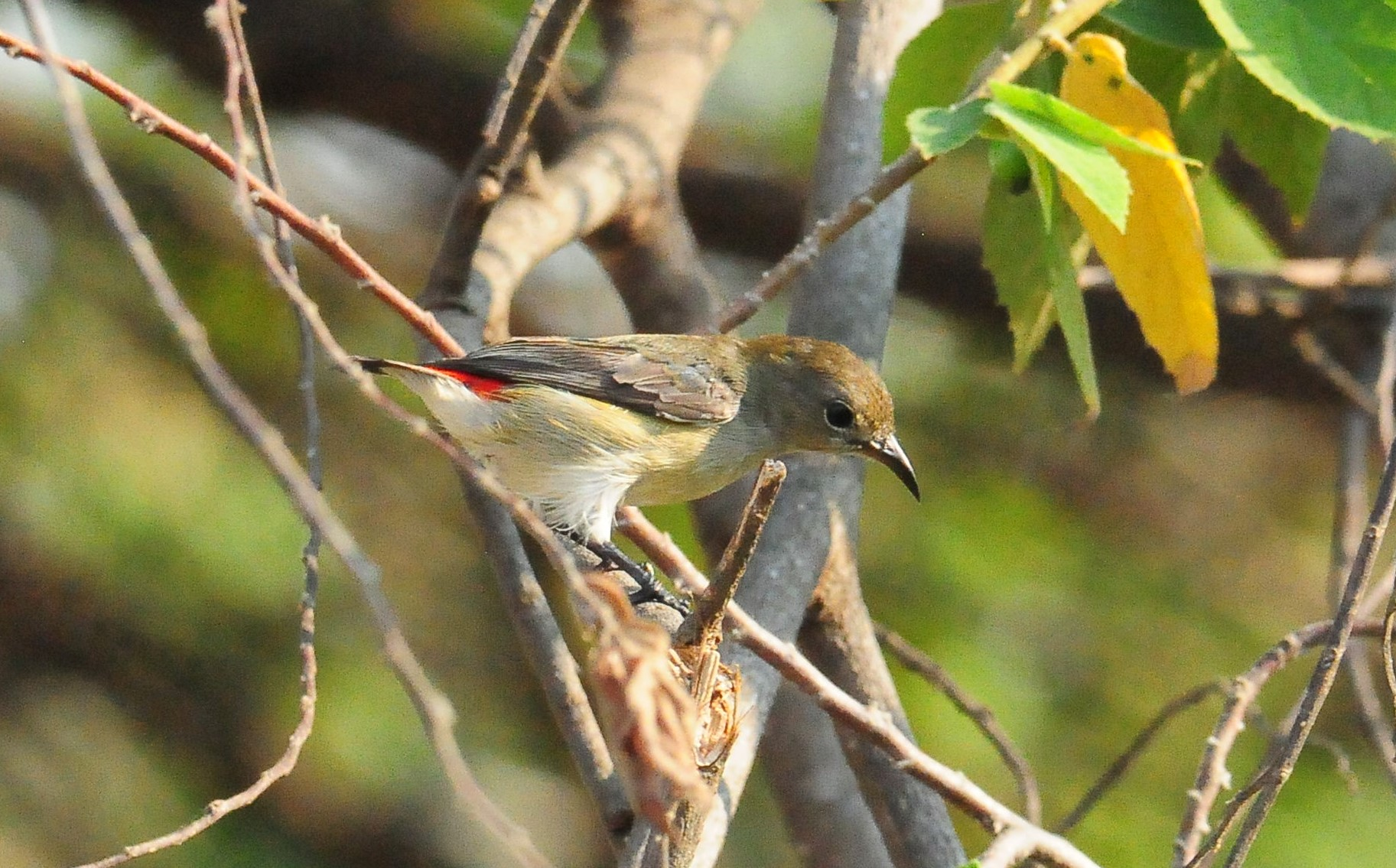
Hona.

### Läten
Bland lätena hörs metalliska "tchik-tchik-tchik", tunna "tsi" och ljusa "chizee". Sången är en skallrig men tunn ramsa: "tissit tissit tissit".

## Utbredning och systematik
Rödryggig blomsterpickare delas in i sju underarter med följande utbredning:
- Dicaeum cruentatum cruentatum – östra Nepal, nordöstra Indien, södra Kina, Myanmar, Thailand och Indokina
- Dicaeum cruentatum ignitum – Malackahalvön
- Dicaeum cruentatum sumatranum – Sumatra med satellitöar
- Dicaeum cruentatum batuense – Mentawaiöarna utanför Sumatra
- Dicaeum cruentatum simalurense – Simeulue utanför västra Sumatra
- Dicaeum cruentatum niasense – Nias utanför västra Sumatra
- Dicaeum cruentatum nigrimentum – Borneo och Karimataöarna

Underarten ignitum inkluderas ofta i nominatformen.

## Levnadssätt
Rödryggig blomsterpickare hittas i öppen skog, ungskog och fruktträdgårdar, varhelst det finns Loranthus. Den flyger ljudligt från träd till träd i par eller smågrupper, på jakt efter nektar, bär och insekter. Boet placeras högt i ett träd.

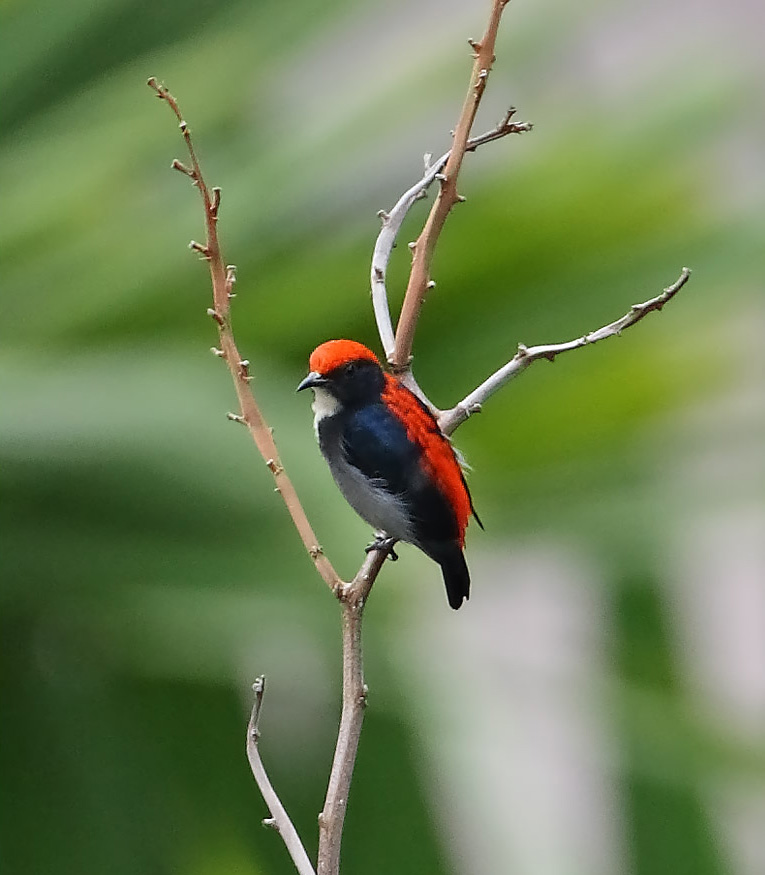

## Status och hot
Arten har ett stort utbredningsområde, men tros minska i antal, dock inte tillräckligt kraftigt för att den ska betraktas som hotad. Internationella naturvårdsunionen IUCN listar arten som livskraftig (LC).

## Namn
Fågelns vetenskapliga artnamn cruentatum är latin och betyder "blodfläckad" (av cruor, "blod").